# Ride Me Back Home
Ride Me Back Home — шістдесят дев'ятий студійний альбом американського співака Віллі Нельсона, представлений 21 червня 2019 року під лейблом Legacy Recordings. Заголовна пісня принесла Нельсону його дев'яту нагороду Греммі, перемігши у категорії «Найкраще сольне кантрі-виконання».

## Список пісень
| #     | Назва                                                            | Автор                                                       | Тривалість |
| ----- | ---------------------------------------------------------------- | ----------------------------------------------------------- | ---------- |
| 1.    | «Ride Me Back Home»                                              | Люсінда Хінтон Джо Мануал Деббі Трокмортон Сонні Трокмортон | 3:35       |
| 2.    | «Come on Time»                                                   | Нельсон Бадді Кеннон                                        | 2:55       |
| 3.    | «My Favorite Picture of You»                                     | Гай Кларк                                                   | 3:55       |
| 4.    | «Seven Year Itch»                                                | Нельсон Кеннон                                              | 3:23       |
| 5.    | «Immigrant Eyes»                                                 | Кларк                                                       | 4:34       |
| 6.    | «Stay Away from Lonely Places»                                   | Нельсон Дон Боумен                                          | 3:59       |
| 7.    | «Just the Way You Are»                                           | Біллі Джоел                                                 | 4:35       |
| 8.    | «One More Song to Write»                                         | Нельсон Кеннон                                              | 3:56       |
| 9.    | «Nobody's Listening»                                             | Нельсон Кеннон                                              | 4:51       |
| 10.   | «It's Hard to Be Humble» (за уч. Лукаса Нельсона і Міки Нельсон) | Мак Девіс                                                   | 3:47       |
| 11.   | «Maybe I Should've Been Listening»                               | Базз Рабін                                                  | 3:50       |
| 43:20 |                                                                  |                                                             |            |

## Чарти

### Тижневі чарти
| Чарт (2019)                                  | Найвища позиція |
| -------------------------------------------- | --------------- |
| Австрія Austrian Albums (Ö3 Austria)         | 18              |
| Німеччина German Albums (Offizielle Top 100) | 54              |
| Шотландія Scottish Albums (OCC)              | 18              |
| Швейцарія Swiss Albums (Schweizer Hitparade) | 18              |
| США Billboard 200                            | 18              |
| США Top Country Albums (Billboard)           | 2               |

### Річні чарти
| Чарт (2019)                       | Позиція |
| --------------------------------- | ------- |
| US Top Country Albums (Billboard) | 97      |